# Graus
Graus è un comune spagnolo di 3 605 abitanti situato nella comunità autonoma dell'Aragona, nella provincia di Huesca.
Il comune è anche il capoluogo della comarca della Ribagorza e dista 20 km da Huesca.
Il capoluogo del comune è un piccolo pittoresco paese pirenaico a 469 m s.l.m., base di partenza per escursioni in montagna, caratterizzato da strette e tortuose vie sulle quali si affacciano edifici medievali. Dista 98 km dal confine francese, 90 da Saragozza e 122 da Jaca.

## Origini del nome
Secondo alcuni studiosi il toponimo deriva dal termine ibero-basco gara-us che significa "rupe brulla", secondo altri dal latino Gradus "valico stretto", "gola".

## Storia
Nei territori pirenaici è certa la presenza umana già nel Paleolitico come attestano i numerosi giacimenti archeologici dei dolmen e di resti trovati all'interno di grotte con pitture rupestri. I popoli che abitarono la zona furono diversi: Celti, Iberi, Baschi, che opposero molta resistenza ai Romani che dovettero combattere oltre 20 anni prima di potersi insediare su queste terre nel III secolo a.C. Augusto nel I secolo modernizzò l'organizzazione amministrativa e la dominazione romana continuò fino alla discesa dei popoli barbari che li sostituirono con i Visigoti fino agli inizi dell'VIII secolo quando la Spagna fu invasa dagli Arabo Berberi.
I Visigoti che, inizialmente, avevano fondato un unico regno, si suddivisero poi in vari piccoli regni che opposero molta resistenza ai Musulmani ma senza coordinarsi e Graus fu uno dei territori più settentrionali raggiunti dagli Arabi. Con l'appoggio del conte di Tolosa i cristiani riuscirono ad organizzarsi e a liberarsi della dominazione araba, nacque così nell'XI secolo la contea di Ribagorza, che assieme a quelle di Aragona e di Sobrarbe era sotto il dominio del re pamplonese Sancho III Garcés detto El Mayor. Alla morte di questo re nel 1035 il figlio Ramiro I ereditò la contea di Aragona e il figlio Gonzalo le contee di Sobrarbe e Ribagorza ma morì assassinato e tutto passò al fratello Ramiro primo re del regno di Aragona che si formò unendo le tre contee. Da allora Graus seguì le sorti grandiose e gloriose del regno di Aragona senza alcun protagonismo. Ramiro I fortificò i vari paesi e combatté i musulmani sottraendo loro nuove terre. Morì nel 1064 e il figlio Sancho Ramirez continuò l'azione politica e militare del padre e intrattenne buoni rapporti con la chiesa di Roma, accettò la riforma gregoriana e cluniacense e instaurò il rito romano al posto di quello mozarabico, allargò i confini del regno e portò la capitale a Jaca, che poi il figlio Pietro I succedutogli alla sua morte nel 1094 portò a Huesca. Il successore di Pietro I nel 1134 morì e il regno di Aragona passò al fratello Alfonso I detto "Il Battagliero" (El Batallador) per le numerose battaglie combattute contro i Mori che gli fecero conquistare anche Saragozza.
Il XV secolo fu un secolo di forti tensioni sociali e politiche di rivalità fra nobili e monarchi. Il matrimonio nel 1469 fra Ferdinando II di Aragona e Isabella di Castiglia aprì una nuova epoca e l'unione personale dei due regni dieci anni dopo iniziò la nuova monarchia cattolica di Spagna. (Il titolo di Cattolici fu dato al re Ferdinando e alla regina Isabella dal papa Alessandro VI Borgia).
I secoli dal XVI al XVIII furono secoli di progresso economico per la Spagna che era divenuta una delle grandi potenze mondiali e così fu anche per Graus e si costruirono diversi nuovi edifici religiosi e civili. Durante la guerra d'indipendenza subì dei danni da parte delle truppe napoleoniche.
Oggi è un attivo centro turistico che utilizza il suo pittoresco centro storico medievale, la sua posizione per cui è detta "Porta dei Pirenei", i corsi d'acqua e le bellezze naturali dei dintorni per attirare i turisti, gli sportivi e gli amanti della montagna e della villeggiatura. Ha il titolo di muy noble y muy antigua villa. Vi si parla un dialetto aragonese chiamato grausino.

## Dintorni
- A 9,9 km Secastilla con il Santuario di Torreciudad fondato nel 1976 dall'Opus Dei.
- A 9 km Panillo con il monastero Buddhista fondato nel 1984.
- A 27 km Roda de Isabena paese che fu una delle più antiche sedi vescovili dei Pirenei con una cattedrale romanica del 1067 ricca di opere d'arte che fa parte dell'antica fortezza.
- A 44 km Seira con le pittoresche gole dell'Ésera dette El Congosto de Ventamilla.

## Monumenti e luoghi d'interesse
- Basilica de la Virgen de la Peña, santuario del 1538 cui si accede percorrendo una lunga galleria. È dichiarata patrimonio de interés historico y artistico.
- Iglesia Parroquial de San Miguel, romanica del XIII secolo.
- Ermita de San Gregorio, del XII secolo.
- Puente de Abajo, ponte del XII secolo su fondamenta romane rifatto nel XVI secolo.
- Casa consistorial del XVIII secolo.
- Ayuntamiento, sede municipale del XVI secolo.
- Casa de los Mur del XVI secolo.
- Casa de los Solanos.
- Casa de Bardaxi, coeve.
- Parque Natural.

## Feste
Di interesse turistico nazionale sono le feste che si svolgono dal 12 al 15 settembre in onore di Cristo e di San Vincenzo Ferreri che comprendono oltre ai riti religiosi la cosiddetta Espera de los Gaileros con musica, danze e la popolare Mejiganga, rappresentazione popolare di tono satirico-umoristico.
Durante luglio e agosto si hanno i concerti di musica classica dei festivales de Ribagorza, sempre in luglio si svolge la festa della longaniza y el comercio con la preparazione del salsicciotto più grande del mondo. La longaniza è una specialità gastronomica del paese, un insaccato di suino protetto, con la sigla "C" che indica la qualità certificata.
Le feste patronali si svolgono dal 12 al 15 del mese di settembre, inoltre ogni lunedì si svolge in modo particolare il mercado de la trufa cioè del tartufo.